# Серафини, Энрике
Э́нцо Энри́ке Серафи́ни (порт. Enzio Henrique Serafini; 1 августа 1904, Ларанжал-Паулиста — 9 марта 1981, Сан-Паулу), в Италии выступал под именем Энцо Энрико Серафини (итал. Enzio Enriсо Serafini) — бразильский футболист, левый полузащитник.

## Карьера
Энрике Серафини начал карьеру в клубе «Палестра Италия», в составе которого дебютировал 15 апреля 1923 года в матче с «Коринтиансом», в котором его клуб проиграл 0:1. Серафини выступал за «Палестру» ещё 9 лет. Он выиграл в составе клуба два чемпионата штата Сан-Паулу. В этот период футболист составил вместе с Пепе и Гольярдо одну из самых известных полузащитных линий в истории клуба. Последний матч за «Палестру Италию» Энрике сыграл 6 июня 1931 года, в нём его команда обыграла «Ференцварош» 5:2. Всего за этот период Серафини сыграл в команде 188 игр (123 победы, 30 ничьих и 35 поражений) и забил 11 голов. По другим данным 190 матчей.
В 1931 году Серафини был продан в итальянский клуб «Лацио», сказав, что играл за клуб, являвшийся для него идеальным, но из-за финансовых трудностей вынужденный принять предложение итальянцев. Там бразилец дебютировал 20 сентября в матче с «Торино», в котором «бьянкочелести» проиграли 1:3. В последующие 4 сезона полузащитник оставался одним из основных игроков команды. Он провёл в «лациале» 4 сезона, сыграв в 97 играх и забив 1 мяч. Последний матч за клуб Энрике сыграл 2 июня 1935 года, в нём «Лацио» обыграл «Амброзину-Интер» 4:2.
После объявления всеобщего военного призыва в связи с грядущей итало-эфиопской войной Серафини, бывший ориунди, а потому имевший паспорт гражданина страны, вернулся на родину, где провёл два сезона в «Палестре», сыграв в 11 встречах.

## Международная карьера
В составе сборной Бразилии Серафини дебютировал 24 июня 1928 года в матче против «Мозервелла» (5:0). 24 февраля 1929 года бразильцы обыграли со счётом 4:2 уругвайский клуб «Рампла Хуниорс», а один из мячей забил Энрике. Единственный официально признанный ФИФА матч Серафини провёл 1 августа 1930 года против Франции (3:2). Всего за сборную он провёл 5 матчей и забил 1 гол.

## Достижения
- Чемпион штата Сан-Паулу: 1926, 1927, 1936